# Zvitocevke
Zvitocevke (znanstveno ime Daedaleopsis) so rod gliv iz družine luknjark (Polyporaceae).

## Seznam zvitocevk Slovenije[3]
- rdečeča zvitocevka (Daedaleopsis confragosa)
- črničevna zvitocevka (Daedaleopsis nitida)
- tribarvna zvitocevka (Daedaleopsis tricolor)